# Sụ Hải Nam
Sụ Hải Nam, vàng trắng Hải Nam, du đơn Hải Nam hay re dầu (danh pháp hai phần: Alseodaphnopsis hainanensis) là một loài thực vật thuộc họ Lauraceae. Loài này được Elmer Drew Merrill miêu tả khoa học đầu tiên năm 1934 dưới danh pháp Alseodaphne hainanensis. Năm 2017, Hsi-wen Li và Jie Li chuyển nó sang chi Alseodaphnopsis.

## Môi trường sống và phân bố
Thung lũng, rừng; ở cao độ 1.400-1.700 m. Loài này có ở Trung Quốc và miền bắc Việt Nam. Chúng hiện đang bị đe dọa vì mất môi trường sống.

## Tên gọi
Tên gọi tại Trung Quốc là 油丹 (du đan).

## Mô tả
Cây gỗ cao tới 25 m, đường kính ngang ngực đến 30 cm, tất cả nhẵn nhụi trừ các phần non. Cành con và cành non thon búp măng, những cành nhỏ nhất đường kính khoảng 2 mm, màu xám, với ít sẹo lá gần tròn; các cành non có nhiều sẹo vảy thành cụm ở gốc. Các chồi tận cùng nhỏ, lông tơ màu xám hoặc màu gỉ sắt. Lá nhiều, mọc thành cụm ở đỉnh cành con; cuống lá mập, dài 1-1,5 cm, lồi-lõm; phiến lá màu xanh lục-trắng và mờ đục ở mặt xa trục, bóng loáng mặt gần trục, hình elip hẹp, 6-10(-16) × 1,5-3,2(-4,2) cm, giống da, lỗ nông mặt gần trục, gân bên 12-17 đôi, thanh mảnh, hơi dễ thấy ở cả hai mặt, nối thành vòng cung với nhau ở các đầu, gốc lá nhọn, mép lá cuốn ngoài, đỉnh thuôn tròn. Chùy hoa ở nách lá tại phần trên của cành, dài 3,5-8(-12) cm, nhẵn nhụi, khi khô màu đen, ít phân nhánh; cuống chùy hoa thuôn dài, giống như cuống hoa hơi mọng thịt. Cuống hoa thanh mảnh, 3–8 mm, phình ở quả, không có mụn cơm. Thùy bao hoa hơi mọng, thuôn dài, khoảng 4 × 2 mm, hơi nhọn ở đỉnh, bên ngoài nhẵn nhụi, bên trong có lông tơ trắng. Nhị sinh sản khoảng 2,5 mm, nhiều lông; mỗi chỉ nhị của vòng 3 có 2 tuyến có cuống; bao phấn hình elipxoit-hình vuông, tù ở đỉnh, dài như chỉ nhị, 4 ngăn; các ngăn hướng vào trong ở vòng 1 và 2, 2 ngăn phía trên ở bên và 2 ngăn bên dưới hướng ra ngoài ở vòng 3. Nhị lép dễ thấy, hình mũi tên, có cuống. Bầu nhụy hình trứng; vòi nhụy thanh mảnh; đầu nhụy không dễ thấy. Quả màu xanh lục khi tươi nhưng màu đen khi khô, hình cầu hoặc hình trứng, dài 1,2–2 cm, nhăn nheo. Ra hoa tháng 7, tạo quả tháng 10 đến tháng 2 năm sau. Gỗ có thớ mịn, nặng và bền.